# Розовоголовый пёстрый голубь
Розовоголовый пёстрый голубь (лат. Ptilinopus jambu) — вид птиц семейства голубиных. Распространён в юго-восточной Азии.
В отличие от других пёстрых голубей розовоголового пёстрого голубя редко содержат в зоопарках или частных владениях. Первый ввоз птиц в Европу произошёл уже в 1870 году, однако получить потомство этого вида до сих пор так и не удалось.

## Описание
Розовоголовый пёстрый голубь достигает длины 24 см. Половой диморфизм выражен слабо.
Оперение верхней части тела тёмно-зелёное. Внешние перья хвоста имеют на конце серую полосу. Характерным является окраска лица. Голова ярко-розового цвета, за исключением зелёного затылка. Горло чёрно-коричневое. Грудь и брюхо белые. Середина груди может иметь розовый оттенок. Подхвостье красно-бурого цвета. Клюв жёлтый. Радужины красно-коричневое. Круги вокруг глаз светлые. В целом самка окрашена немного тусклее. У молодых птиц может полностью отсутствовать розовая окраска лица.

## Распространение
Розовоголовый пёстрый голубь распространён от южной оконечности Таиланда через Малайзию до Борнео и Суматры вплоть до запада Явы. Это в целом не очень распространённый вид голубей, хотя локально и сезонно он встречается часто. Предпочитает первичные и вторичные леса, а также мангровые болота. Мигрирующий вид. Птиц, окольцованных в Малайзии, находили затем в 800-х км на Суматре. Зимой они объявляются в большом количестве на Борнео.

## Питание
Птица поедает исключительно плоды. Она собирает их как на подстилке леса, так и непосредственно на ветвях деревьев. 

## Размножение
Гнездо сооружается на дереве или кусте. В кладке только одно яйцо, высиживают которое обе родительские птицы. Продолжительность высиживания точно не известна, составляет, однако, как минимум 10 дней.